# Cao Zhongrong
Cao Zhongrong, född den 3 november 1981 i Shanghai, Kina, är en kinesisk idrottare inom modern femkamp.
Han tog OS-silver i herrarnas moderna femkamp i samband med de olympiska tävlingarna i modern femkamp 2012 i London.